# مقياس الانكسار

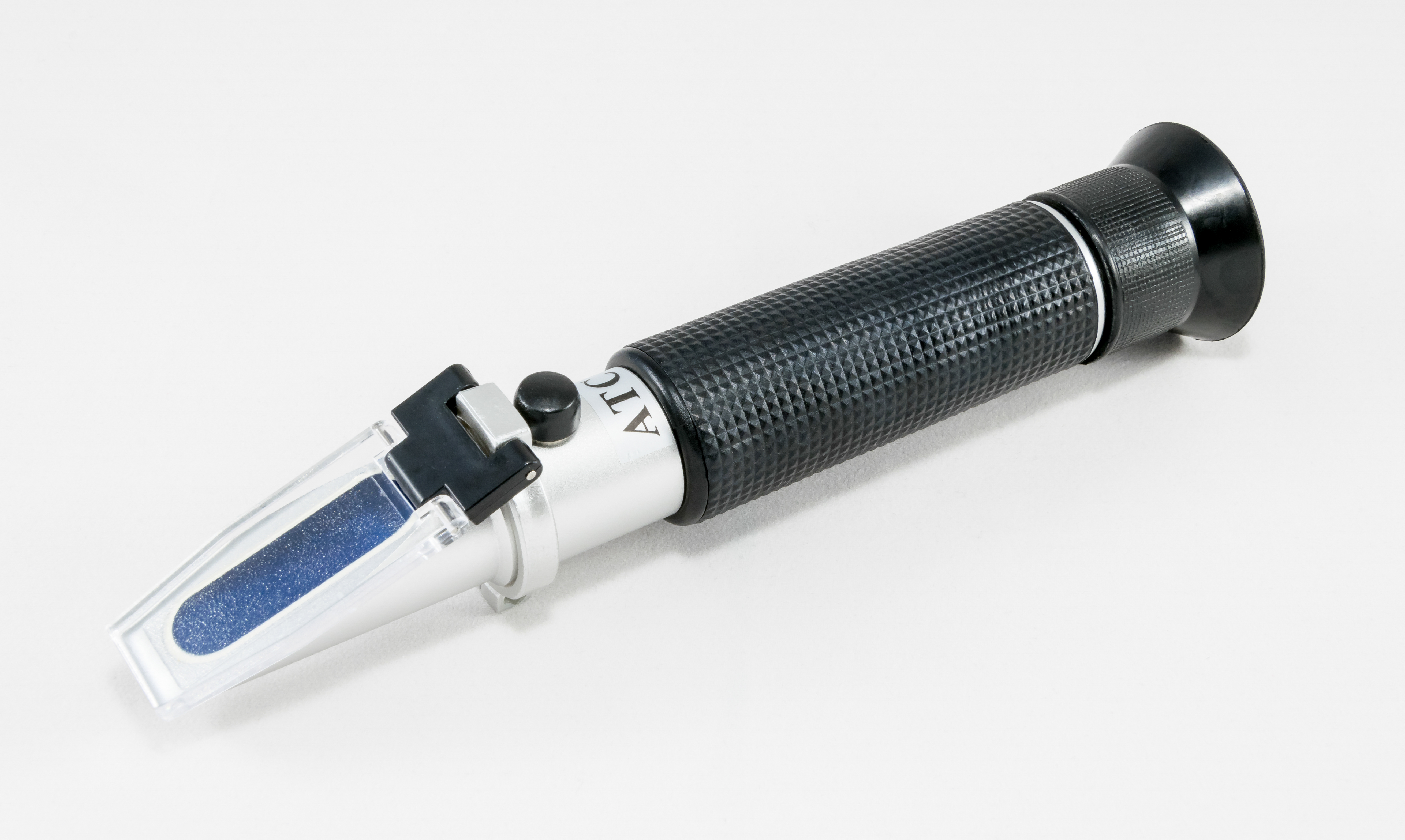

مقياس الانكسار هو جهاز يستخدم لقياس الكثافة النوعية للسوائل وبالتالي نسبة المواد الصلبة الذائبة. S.S عن طريق قياس معامل الإنكسار للمادة.

## نظرية العمل
سرعة الضوء في الفراغ لا تتغير، لكن عندما يمر الضوء من خلال أي وسط آخر فإنه ينتقل ببطء لأن الذرات الموجودة في الوسط تعمل على امتصاص هذا الضوء وإطلاقه بشكل مستمر خلال المادة.فإذا وضعت قلم رصاص في كأس من الماء، سوف يظهر طرف القلم بشكل منحني.وإذا ذوبت كمية من السكر في كوب الماء وحاولت نفس التجربة، فسيبدو طرف قلم الرصاص أكثر انحناء. وهذا مثال على ظاهرة انكسار الضوء.

## جهاز قياسالانكسار
هو جهاز يقيس مدى انحناء الضوء (أي انكساره) عندما ينتقل من الهواءإلى عينة ما، وعادة ما تستخدم لتحديد معامل الانكسار للسوائل أو الغازات وبعض الجوامد. معامل الانكسار هو عدد مابين 1.3000 و 1.7000 لمعظم المركبات، وعادة مصممة على خمسة أرقام. فكثافة المادة تزيد (على سبيل المثال عندما السكر يذوب في الماء) من معامل الانكسار بشكل طردي ويعتمد على كل من درجة حرارة العينة والطول الموجي للضوء.

## استخداماتمعامل الانكسار
- معامل الانكسار هو جزء من التوصيف التعريفي للسوائل.
- المساعدة في تحديد هوية العينات أو التأكيد منها بمقارنة معامل الانكسار بقيم معلومه.
- تقييم نقاء أي عينة بمقارنة معامل انكسارها بالقيم المعلومه للماده النقية.
- تحديد تركيز المذاب في المذيب بمقارنة معامل الانكسار للمحلول بمنحنى معياري.
- يستخدم لتحديد الكثافة النوعية للسيرم أو البول.

## المبدأ
1. جهاز مقياس الانكسار يستخدم كراس معامل انكساره أكبر بكثير من معامل الانكسار للعينة. وتتم القياسات باستخدام ظاهرة الانكسار التي تنشأ على السطح بين العينة والموشور.
2. في حالة المحاليل الضعيفة، الفرق بين معامل الانكسار للمحلول ومعامل الانكسار للموشور كبير ولذلك فإن زاوية الانكسار كبيرة.
3. في حالة وجود عينة قوية، الفرق بين معامل الانكسار للمحلول والموشور هو صغير ولذلك فإن زاوية الانكسار هي أصغر.

## الأستخدام
الخطوة 1.
يتم فتح لوح مكان وضع العينة. توضع 2-3 قطرات من العينة. يغلق اللوح حتى تنتشر العينة على كامل السطح دون وجود فقاعات هواء أو البقع الجافة.
الخطوة 2.
يوضع لوح العينة في اتجاه مصدر الضوء والنظر في العدسة. سنرى مجالا دائريا مدرجا في المركز (قد نتضطر إلى تغيير تركيز العدسة لنرى التدرجات بوضوح).
الجزء العلوي من المجال ينبغي أن تكون أزرق بينما الجزء السفلي ينبغي أن يكون أبيض.
الخطوة 3.
أخذ القراءة حيث تتقاطع الحدود الزرقاء والبيضاء عند التدرجات.
ينظف الموشور بعناية باستخدام قطعة قماش رطبة لينة ولا تغمس في الماء.
يرجى قراءة دليل استعمال الجهاز بعناية قبل استخدامه

## تفادي خدش المنشور
المنشور في العديد من اجهزة قياس معامل الانكسار يتكون من الزجاج الذي يخدش بسهولة. كن حذرا ولاتفرك ولاتلمس الموشور بأي أداه حاده أو خشنه.

## تنظيف المنشور مباشرة بعد الاستعمال
استخدام الأنسجة المبلله أو القطن لتنظيف الموشور الزجاجي وتنظيفه بطريقه اللمس اللطيف بدلا من الفرك للتقليل من الخدوشات. من الخيارات الجيدة للتنظيف هي استخدام الإيثانول أو isopropanol أو الماء المقطر.
تجنب المذيبات والتي تؤدي إلى تدهور الجزء الذي يمنع التسرب للموشور.
اللاصق المحيط بالموشور قد يتدهور ومن المذيبات العضوية التي تسبب ذلك:
ثنائي ميثيل فورماميد
ثنائي ميثيل الأسيتاميد
فينولات
محاليل حمض الخليك
مذيبات أخرى قد تدهور هذا الجزء بصورة بطيئة وينبغي ألا تستخدم لتنظيف الموشور بشكل يومي :
رباعي هيدروجسترينون
Simple Esters
أسيتون
تجنب الأحماض القوية أو القواعد